# قرن مسیحی (مجله)
قرن مسیحی (انگلیسی: The Christian Century) یک مجله مسیحیت مستقر در شیکاگو، ایلینوی است. این مجله به عنوان مجله شاخص پروتستانگرایی ایالات متحده است.